# 마르쿠스 마닐리우스
마르쿠스 마닐리우스(Marcus Manilius, 활약기: 1세기)는 로마의 시인이자 점성가이며, 《아스트로노미카(Astronomica)》(천문학)이라 불리는 다섯 권으로 된 시집의 저자이다.

## 저서에 대한 논의

### 비평
《아스트로노미카(Astronomica)》의 저자는 고대의 어떤 작가에 의해서도 인용되거나 언급되지 않았다. 그것에 있는 불분명한 이름으로, 저자가 마르쿠스 마닐리우스라는 추정만 있을 뿐이다. 그것의 초기 서적들에서, 저자는 익명이며, 후기의 것들에서 마닐리우스와 마늘리우스 그리고 말리우스의 이름이 나타난다. 그 시집에는 작가가 아우구스투스나 티베리우스의 통치 하에서 살았으며, 로마의 시민이고 거기서 거주했다는 암시가 있다. 1700년대 초반의 고전학자 리처드 벤틀리에 따르면, 그는 아시아계 그리스인이며, 19세기의 고전학자 프리데리쿠스 야코브에 의하면, 아프리카인이다. 그 저서는 고대인들의 천문학(또는 점성술)에 대한 가장 진보된 견해들을 묘사하며, 그 분야에 있어서 박학하다.
마닐리우스는 빈번히 루크레티우스를 모방하는데, 주로 그의 주제에 대한 진지함과 독창성 그리고 고골에 횔기를 불어넣는 듯한 필력이 유사하다고 평가된다. 그의 어휘 선택은 다소 기이하지만, 문체는 운율적으로 적절하다.
수세기에 걸쳐, 인간사와 황도대의 원을 연관짓는 점성학적 하우스 체계가 발젼되어 왔지만, 그것들은 《아스트로노미콘(Astronomicon)》에서 최초로 체계화되었다. (마닐리우스는 하우스를 템플라로 칭한다.) 해석을 위해 하우스를 사용한 시일 추정 가능한 잔존하는 최초의 천궁도는 기원전 약 20년보다 조금 이전의 것이다. 고전 점성술의 아버지라 불리는 클라우디오스 프톨레마이오스는 그의 점성술 저서 《테트라비블로스(Tetrabiblos)》에서 하우스 체계를 거의 전적으로 무시한다.

### 원문의 역사
콘스탄티누스의 시대에 저술 활동을 한 율리우스 피르미쿠스 마테르누스는 그의 저서에서 마닐리우스의 것과의 많은 유사점을 나타내는데, 그는 마닐리우스의 저서나 그가 모방한 작품들을 사용했을 수도 있다. 그러나, 피르미쿠스는 카이사르(율리우스 카이사르가 아닌 게르마니쿠스)와 키케로 그리고 프론토를 제외한 로마인에 대해서는 거의 논하지 않는다고 전하기 때문에, 그러함으로 그가 마르넬리우스의 저서를 차용하지 않았음이 추정된다. 그 시집에서 언급된 마지막 사건은 토이토부르크 숲 전투(9년)에서의 아르미니우스에 의한 바루스의 대패이다. 제5권은 티베리우스의 치세기 때까지 쓰여지지 않았다. 그 저서는 미완성인 채로 발견되었고, 출판된 적도 없고 이후의 작가에 의해 인용된 적도 없는 것으로 알려져 있다.
10세기와 11세기에 만들어진 《아스트로노미콘》의 두 개의 원고 중 하나는 (브뤼셀에 있는) 브라방 주의 장블루에 있는 수도원에 다른 하나는 라이프치히에 있는 수도원 도서관에 보관되어 있다. 1416년 혹은 1417년에 인문주의자 포지오 브라치올리니가 참석한 콘스탄츠 공의회의 중지기간 동안에, 그에 의해 콘스탄츠로부터 그리 멀리 않은 곳에서 또 다른 원고가 재발견되었다. 천문학자 레기오몬타누스에 의해서 매우 부패된 원고를 사용하여 《아스트로노미콘의 편집본(editio princeps of Astronomicon)》이 만들어졌고, 1473년 경에 뉘른베르크에서 출판되었다. 그 문헌은 조제프 쥐스트 스칼리제르에 의해 비평적으로 편집되었고, 그의 편집본은 1579년에 파리에서 출판되었고 그것의 제2판은 1600년에 레이덴에서 개정된 다른 원고들과 대조되었다. 1939년에 리처드 벤틀리에 의해 매우 개정된 편집본이 출판되었다. 1903년부터 1930년까지 A. E. 하우스먼의 편집본이 다섯 권으로 출판되었는데, 그것이 가장 권위있는 것으로 여겨진다. 몇몇 독자들에 의해서는 러브 고전 문고(하버드대학, 1977)를 통해서 찾을 수 있는 보다 덜 비평적인 G. P. 굴드의 편집본이 그러하다고 여겨진다. 2009년에 영어로 된 마닐리우스에 대한 장편의 전공논문이 출간되었다.

### 대표 인용구
- 내가 너를 볼 수 있다고 말해!(Speak that I might see you!)[3]

## 참고 문헌
1. ↑  Bentley had received many papers from Edward Sherburne the author of The Sphere of Marcus Manilius made an English Poem, with annotations and an astronomical appendix, published in London, 1675, as a folio, dedicated to Charles II. The elaborate appendix contains among other things a 'Catalogue of Astronomers, Ancient and Modern,' which is valuable for its notices of contemporary writers. The work is noticed with commendation in the 'Philosophical Transactions,' No. 110 (abridgment, ii. 185).

An English translation into rhyming couplets by Thomas Creech was published in 1697.

→벤틀리는 찰스 2세에게 헌정하는 하나의 폴리오로써 1675년에 런던에서 출판된 《영어로 된 주석과 천문 부록이 첨부된 마르쿠스 마닐리우스의 천구》의 저자인 에드워드 셔번에게 많은 서신을 받았다. 상술된 그것의 부록은 특히 "고대와 현대의 천문학자 목록"을 포함하는데, 동시대의 작가들을 확인하는데 유용한 것이다. 그 저서는 「철학 회보」 110호(에서 찬사와 함께 알려졌다.

1699년, 토머스 크리치에 의해 운을 가진 시절들로 된 한 영어 번역본이 출판되었다.
2. ↑  Volk K., 《Manilius and his Intellectual Background》, Oxford University Press, 2009; ISBN 978-0-19-926522-0; ISBN 0-19-926522-4
3. ↑  인용: Georg Hamann 《Aesthetica in Nuce》 N II, 198[5] Manilius Astron Lib IV

## 편집본
- J. R. Bram (ed), 《Ancient Astrology: Theory and Practice. Matheseos Libri VIII by Firmicus Maternus》 (Park Ridge, 1975).
- Manilio Il poema degli astri (Astronomica)》, testo critico a cura di E. Flores, traduzione di Ricardo Scarcia, commento a cura di S. Feraboli e R. Scarcia, 2 vols. (Milano, 1996–2001).
- Wolfgang Hübner (ed.), Manilius, 《Astronomica, Buch V (2 Bde)》 (Berlin/New York: De Gruyter, 2010) (Sammlung wissenschaftlicher Commentare).

## 논문
- Hermann, M. 《Metaforyka astralna w poezji rzymskiej》 (Kraków, 2007).
- Habinek, T. "Probing the Entrails of the Universe: Astrology as bodily knowledge in Manilius' Astronomica," Jason König and Tim Whitmarsh (еds), 《Ordering Knowledge in the Roman Empire》 (Cambridge, 2007), 229-240.
- Caseau, B. "Firmicus Maternus: Un astrologue converti au christianisme ou la rhétorique du rejet sans appel," in D. Tollet (ed), 《La religion que j'ai quittée》 (Paris, 2007), 39-63.
- Volk, K. 《Manilius and his Intellectual Background (Oxford, 2009).
- Steven J. Green, Katharina Volk (ed.), 《Forgotten Stars: Rediscovering Manilius' Astronomica》 (Oxford, Oxford University Press, 2011).